# Sisi-Denkmal (Bad Kissingen)

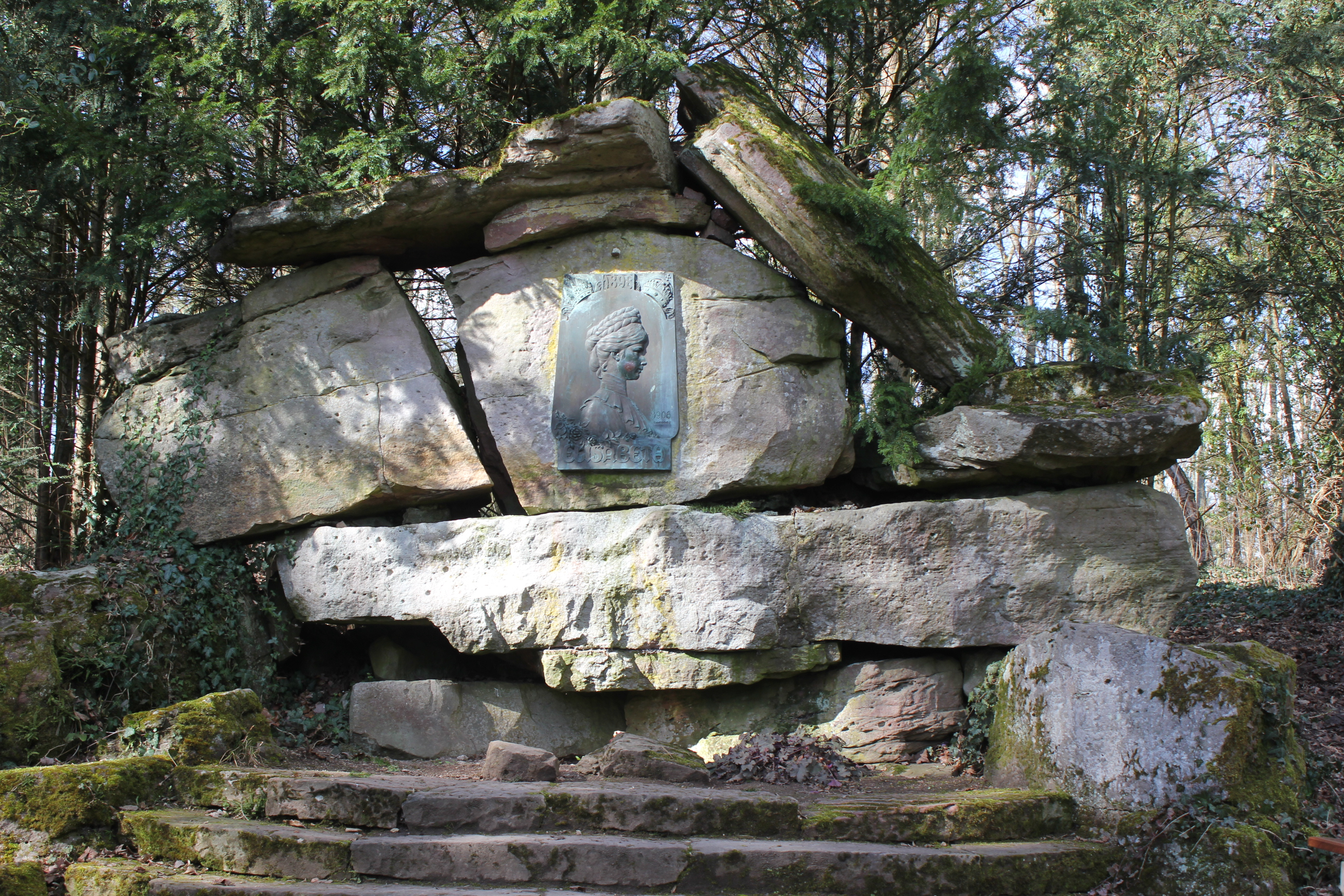
Das „Sisi“-Denkmal auf dem Altenberg

Das Sisi-Denkmal (alternativ Kaiserin-Elisabeth-Denkmal) zu Ehren der als „Sisi“ bekannten österreichischen Kaiserin Elisabeth von Österreich-Ungarn befindet sich auf dem Altenberg in Garitz, einem Stadtteil der bayerischen Kurstadt Bad Kissingen im unterfränkischen Landkreis Bad Kissingen.
Das Denkmal gehört zu den Bad Kissinger Baudenkmälern und ist unter der Nummer D-6-72-114-127 in der Bayerischen Denkmalliste registriert.

## Geschichte

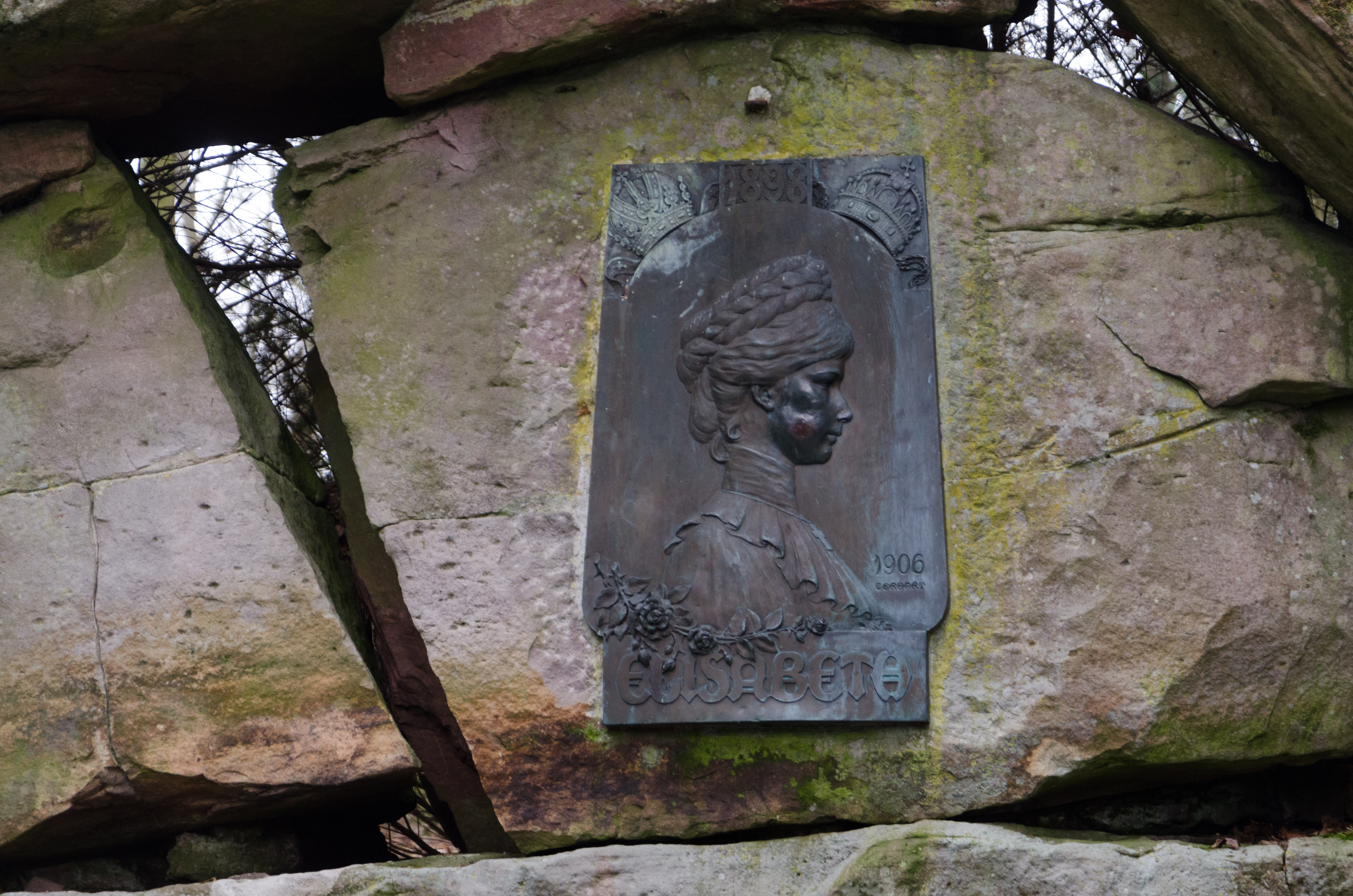
Gedenktafel mit dem Porträt von Elisabeth von Österreich-Ungarn

Zwei Monate nach dem Tod von Kaiserin Elisabeth, die mehrere Kuraufenthalte in Bad Kissingen (zuletzt wenige Monate vor ihrem Tod) verbracht hatte, schlug der Bad Kissinger Hoffotograf Jacques Pilartz am 8. November 1898 die Errichtung eines „Kaiserin Elisabeth Gedächtnis Erinnerungszeichens“ vor. Ihm schwebte vor, dass man den städtischen Brunnen an der Ecke Garitzer und Bismarckstraße renovieren und umgestalten sowie zum „Kaiserin Elisabeth Brunnen“ umwidmen könne. Der Magistrat zeigte sich interessiert, sah jedoch keine finanziellen Mittel zur Verwirklichung des Projekts, so dass man Pilartz laut Sitzungsprotokoll vom 10. November mit dem Einholen eines Kostenvoranschlags und dem Aufbringen der Mittel beauftragte. Das Vorhaben scheiterte jedoch.
Am 24. Februar 1904 startete ein neuer Versuch, als der Kurverein und der Ärztliche Bezirksverein zu einer Versammlung zum Thema „Denkmal und ein Erinnerungsstein“ einluden, „welcher in aller Zukunft de Gäste Kissingens auf das Gedächtnis an den hohen Kurgast hinzulenken vermag“. Im März 1904 gab das zu diesem Zweck neu gegründete „Komitee für die Errichtung eines Denkmals zum Gedächtnis weiland Ihrer Majestät Kaiserin Elisabeth von Österreich“ bekannt, dass „der Kaiserin zum ewigen Gedächtnis, Bad Kissingen zur Ehre und kommenden Geschlechtern zur Erinnerung“ bis zum Sommer desselben Jahres ein „schlichter Stein“ als Erinnerungszeichen gestaltet werden solle. Doch konnte der Zeitplan nicht eingehalten werden, weil das Denkmal nicht ganz so schlicht wurde. Nun mussten Spenden eingetrieben, Kostenvoranschläge und Entwürfe verglichen, ein geeigneter Standort gefunden und schließlich die Genehmigung des Kaiserhauses in Wien eingeholt werden.
Man entschied sich schließlich für eine romantisierende Felsengruppe am Altenberg, wo Kaiserin Elisabeth gerne Spaziergänge unternommen hatte. Die Felsengruppe bekam eine von der in Geislingen an der Steige ansässigen Württembergischen Metallwarenfabrik gegossene Tafel mit einem Porträt der Kaiserin. Der Standort auf dem Altenberg befindet sich wenige Meter hinter dem Rundtempel. Die aus Findlingen bestehende Felsengruppewurde vom Bad Kissinger Baumeister Renninger geschaffen. Die Tafel entstand nach einem Modell von Emanuel Gerhart, Professor an der Gewerbeschule in Reichenberg (Böhmen). Die Bepflanzung um die Gedenktafel stammt vom königlichen Kurgärtner Wolfgang Singer. Laut Saale-Zeitung soll der aus Aschach (heute Ortsteil von Bad Bocklet) stammende Bildhauer Balthasar Schmitt im Jahr 1906 vergeblich einen unentgeltlichen Entwurf für das Sisi-Denkmal vorgelegt haben, was sich durch die betreffende Akte der Staatlichen Kurverwaltung jedoch nicht bestätigen lässt. Möglicherweise liegt eine Verwechslung mit dem Saalwart J. Th. Schmitt vor, der ein Grundstück für das Denkmal unentgeltlich zur Verfügung stellte.
Das Denkmal wurde unter  Berichterstattung der lokalen „Saale-Zeitung“ in „einfacher, würdiger Weise“ enthüllt. Die Enthüllung wurde durch den stellvertretenden Vorsitzenden in Vertretung des Komitee-Vorsitzenden Hofrat Dr. Scherpf durchgeführt. Eine Abteilung des damals für die Bad Kissinger Kurmusik zuständigen Wiener Orchesters spielte die Nationalhymne und die österreichische Volksweise.